# Neogalea longfieldae
Neogalea longfieldae là một loài bướm đêm trong họ Noctuidae.